# Serra da Estrela

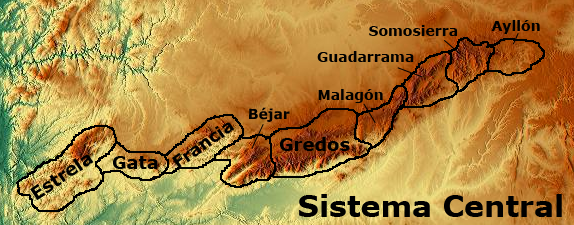
Serra da Estrela na zachodnim skraju łańcucha Sistema Central

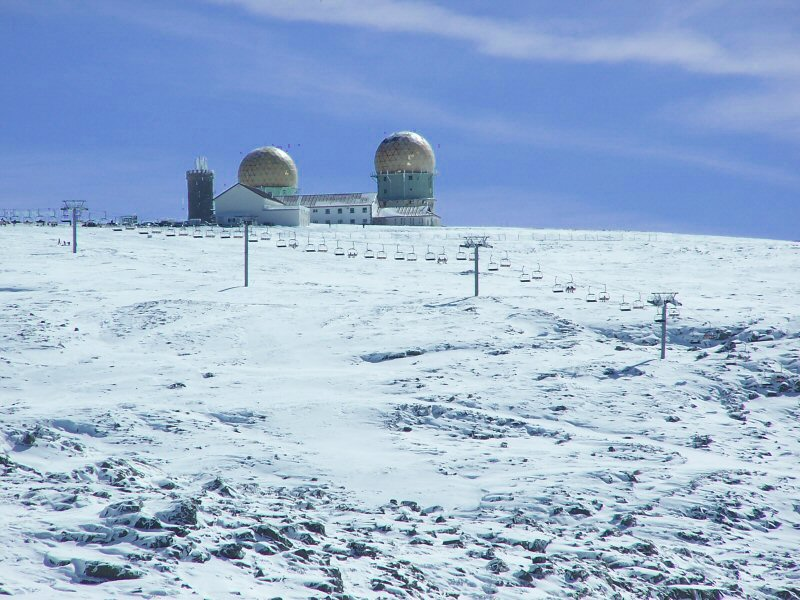
Wieża obserwacyjna na szczycie Torre (Malhão da Estrêla)

Serra da Estrela – pasmo górskie na Półwyspie Iberyjskim, najwyższe pasmo gór w kontynentalnej części Portugalii, położone w północno-środkowej części tego kraju, na zachodnim krańcu Gór Kastylijskich. Jest ulokowane pomiędzy dolinami rzek Mondego i Zêzere. Najwyższym szczytem tego pasma jest Torre (Malhão da Estrêla) (1993 m n.p.m.).

## Klimat
Grupa górska Serra da Estrela znajduje się w strefie przejściowej pomiędzy łagodnymi i wilgotnymi regionami strefy umiarkowanej o wpływach oceanicznych (na północy), a gorącymi i suchymi regionami z wpływami śródziemnomorskimi (na południu). Duża wysokość w porównaniu z otaczającymi terenami, ogólna rzeźba terenu i względna bliskość Oceanu Atlantyckiego, oddalonego o około 100 kilometrów, odgrywają decydującą rolę w złożonej mozaice klimatów lokalnych, która charakteryzuje ten region.
Średnie roczne sumy opadów osiągają najwyższe wartości (powyżej 2500 mm) w wyżej położonych obszarach Planalto Superior, Alto da Pedrice i Poios Brancos. Minimalne wartości opadów są notowane w strefach podgórskich, w sektorach północno-zachodnim i południowo-wschodnim, i wynoszą od około 1000 do 1200 mm. Znaczny obszar Serra da Estrela, położony na wysokości powyżej 1400 metrów, obejmujący płaskowyże Penhas Douradas, Curral Martins i Curral do Vento, otrzymuje średnie roczne opady w wysokościach między 2000 a 2500 mm. Reżim opadów w regionie charakteryzuje się znacznym wpływem śródziemnomorskim, co przekłada się na gorące, suche lata i mokre zimy, a także na nieregularność opadów w skali roku i znaczne różnice w ich wysokości między poszczególnymi miesiącami.
Opady śniegu występują od grudnia do marca. W Penhas Douradas, w latach 1941–1970, były średnio 33 dni z opadami śniegu, a pokrywa śnieżna utrzymywała się średnio 52 dni. W najwyższych partiach gór wartości te są wyższe, podczas gdy w niższych partiach liczba dni ze śniegiem jest niewielka i zmienna z roku na rok.
Średnie miesięczne temperatury, na podstawie danych zebranych na stacji meteorologicznej Penhas Douradas, położonej na wysokości 1383 m n.p.m., wskazują, że najzimniejszym miesiącem jest styczeń (2,5 °C), a najcieplejszym lipiec (17,4 °C). Obserwowana jest regularna miesięczna ewolucja między wartościami minimalnymi i maksymalnymi. Pod względem średniej temperatury minimalnej najzimniejszym miesiącem jest również styczeń z wartością –0,1 °C. Jedynie w grudniu, styczniu i lutym średnie minimalne temperatury są poniżej lub bliskie 0 °C. Latem minimalna średnia jest stosunkowo wysoka i wynosi od 11 do 12 °C. Podobny schemat termiczny wykazują maksymalne średnie temperatury, które zimą osiągają wartości od 4 do 6 °C, a w cieplejszych miesiącach od 20 do 22 °C, co świadczy o gorącym charakterze lata w Portugalii. Na szczytach gór średnia roczna temperatura wynosi około 4 °C, przy czym najzimniejszym miesiącem z wartością –2 °C jest luty, a najcieplejszym miesiącem z wartością 12 °C jest lipiec.

## Geologia i geomorfologia
Grupa Serra da Estrela składa się głównie z rozległych masywów granitowych, zbudowanych ze skał pochodzących z karbonu i permu (w wieku od 340 do 280 milionów lat), przeplatanych znacznie starszymi skałami metamorficznymi, takimi jak łupki krystaliczne oraz szarogłazami (w wieku od 650 do 500 milionów lat). Te dominujące formacje geologiczne poprzecinane są przez liczne żyły kwarcu, granitoidowych pegmatytów i dolerytów.
Na obszarach granitowych, z większą wyrazistością na skrajnej północy grupy oraz w jej najwyższych partiach, w krajobrazie dominują rozległe płaskowyże, nieznacznie sfalowane i o niewielkich wysokościach względnych, ograniczone stromymi zboczami. W tych rejonach cieki rozwinęły się na istniejącej sieci uskoków i spękań tektonicznych, prezentując tym samym zasadniczo proste linie. W plejstocenie, gdy linia równowagi bilansowej znajdowała się na wysokości 1620 m n.p.m., były one zlodowacone. W miejscach, które podlegały działaniu lodowców, można zaobserwować liczne formy postglacjalne, takie jak cyrki i doliny polodowcowe, wygłady lodowcowe, a także formy akumulacji, takie jak moreny i głazy narzutowe. Do najbardziej imponujących świadectw z tego okresu należą m.in. górna dolina Zêzere, Garganta de Loriga, Nave de Santo António, morena boczna Covão do Urso, głazy narzutowe na północnym brzegu Lagoa Comprida, a także Poio do Judeu, narzutowy blok o wyjątkowo dużych wymiarach.
Na terenach niepokrytych w przeszłości masami lodowymi widoczne są charakterystyczne aspekty krajobrazów granitowych, takie jak istnienie mniej lub bardziej rozwiniętej warstwy wietrzeniowej i rozległych głazowisk. Oryginalne kształty formacji skalnych i pojedynczych skał są wynikiem oddziaływania różnych czynników, takich jak woda, wiatr, różnice temperatur i procesy chemiczne. W górach ten typ krajobrazu jest dobrze reprezentowany na obszarach Cabeço de Santo Estêvão, Penhas Douradas i Penhas da Saúde.
W południowym i południowo-zachodnim sektorze pasma górskiego, na granicy między Serra da Estrela i Serra do Açor oraz na obszarze między Videmonte i Verdelhos, w domenie łupków i szarogłazów, materiałów, których nieprzepuszczalny charakter ułatwia spływ powierzchniowy i związane z tym procesy erozji wodnej, widzimy krajobraz, który charakteryzuje się występowaniem pojedynczych, pofalowanych form ukształtowania powierzchni oraz gęstą i bardzo krętą siecią wodną.

## Wody
W górach Serra da Estrela mają swe źródła trzy większe rzeki: Mondego – najdłuższa rzeka płynąca w całości na terytorium Portugalii, Zêzere – najdłuższy dopływ Tagu i Alva, dopływ Mondego.

## Flora
Ze względu na równoleżnikową rozciągłość grupy i niewielką odległość od Oceanu Atlantyckiego, Serra da Estrela w różnych częściach podlega zróżnicowanym wpływom zarówno klimatu śródziemnomorskiego, jak i atlantyckiego oraz kontynentalnego. Aspekty te, wraz ze złożonością orograficzną i geologiczną oraz działalnością człowieka na przestrzeni ostatnich stuleci, determinują dużą różnorodność biologiczną zarówno pod względem występowania zespołów roślinnych, jak i poszczególnych gatunków flory.
Znaczne zróżnicowanie wysokościowe tej grupy górskiej skutkuje dobrze zaznaczonym występowaniem pięter roślinnych. Ogólnie w górach Serra da Estrela można zdefiniować trzy duże piętra roślinne: podgórskie, pośrednie i górskie, które można scharakteryzować według ich roślinności potencjalnej (klimaksowej), aktualnej oraz odpowiednich etapów ich wzajemnego zastępowania.
Poziom podgórski, sięgający od podnóży gór do wysokości 800–900 m n.p.m., na zboczach południowo-wschodnich, południowych i południowo-zachodnich pierwotnie tworzyły rozległe, śródziemnomorskie gaje wieczniezielonych dębów ostrolistnych i dębów korkowych. Na zachodzie i północy zastępowały je gaje ze zrzucającymi liście dębami szypułkowymi. Lokalnie występowały większe zagajniki jesionowe z jesionem wąskolistnym (Fraxinus angustifolia Vahl.) związane z wilgotniejszymi glebami, a w dolinach wzdłuż linii cieków pasy gęstych lasów łęgowych z olszą czarną, wierzbami (Salix sp.), wiązem pospolitym i laurowiśnią iberyjską (Prunus lusitanica L.).
Obecnie większość z tych formacji zajmuje zmniejszoną powierzchnię lub całkowicie zniknęła w wyniku działalności człowieka, ustępując miejsca terenom uprawnym, łąkom, pastwiskom czy drzewostanom gospodarczym. Ślady pierwotnej szaty roślinnej na tym piętrze można znaleźć wzdłuż niektórych dolin, przykładem jest tu gaj laurowiśniowy Casal do Rei.
Na piętrze pośrednim, położonym między 800-900 a 1600–1800 m n.p.m., spontaniczną roślinność tworzyły lasy dębu czarnego i dębu ostrolistnego na zboczach południowo-wschodnich i południowych o wyraźnie śródziemnomorskich cechach klimatycznych, oraz gaje czarnego dębu na zboczach zachodnich, o bardziej atlantyckich wpływach. W wilgotniejszych warunkach edafoklimatycznych rozwijały się lasy brzozowe z brzozą brodawkowatą i cisowe. Z tych formacji do dziś pozostały jedynie szczątkowe płaty, głównie z powodu pożarów oraz praktyk rolniczych i leśno-pasterskich. Dawne lasy zostały w ten sposób zastąpione przez stadia degradacyjne, reprezentowane przez wrzośce (Erica sp.), wrzos, kilka gatunków szczodrzeńców, żarnowców oraz janowców (Genista sp.), a także pionierskie łąki w miejscach, w których degradację dało się odczuć z większą intensywnością.
Najwyższe piętro, położone powyżej 1600–1800 m n.p.m., jest najsłabiej rozwinięte, nie tylko ze względu na wysokość, ale także z uwagi na niewielkie rozszerzenie terytorialne. Jest jednocześnie najmniej przekształcone działalnością człowieka. W przeszłości, gdy lodowce cofały się, na tym piętrze występowała brzoza, dąb czarny, sosna zwyczajna i cis, a także jałowiec pospolity, lokalny gatunek szczodrzeńca (Cytisus oromediterraneus Rivas Mart., T.E. Díaz, Fern.Prieto, Loidi & Penas) oraz m.in. caldoneira (Echinospartum ibericum Rivas-Martínez, Sánchez-Mata), lokalny gatunek z podrodziny bobowatych właściwych. Obecnie roślinność reprezentuje tu głównie mozaika różnych formacji krzewiastych (szczodrzeńce, janowce, wrzosy i wrzośce), z przewagą jałowca, które rozwijają się między łąkami górskimi, zbiorowiskami skalnymi i jeziornymi.
Na tym piętrze znajduje się wiele siedlisk o priorytetowym statusie ochrony w górach, takich jak cervunais (łąki górskie), wrzosowiska i zarośla wysokogórskie, piargi, żwirowiska i inne środowiska skaliste, torfowiska, a także roślinność nadbrzeżna i wodna, związana z biotopami jeziornymi i ciekami. Niektóre z tych zbiorowisk, które w Portugalii są reprezentowane tylko tutaj, wzbogacają wielką różnorodność gatunków portugalskiej flory i dlatego mają duże znaczenie naukowe i ekologiczne.

## Fauna
Dzika fauna Serra da Estrela charakteryzuje się dużym bogactwem, które wynika w dużej mierze ze znacznego zróżnicowania siedlisk występujących na rozległym obszarze oraz stosunkowo małej ingerencji człowieka w istniejące tu ekosystemy. W samym masywie i jego najbliższej okolicy zinwentaryzowano około 250 gatunków kręgowców lądowych i wodnych oraz ponad 2100 gatunków bezkręgowców, z których wiele rzadkich i zagrożonych.
Ichtiofauna w regionie jest dość uboga, obejmuje tylko siedem gatunków ryb. Fauna płazów i gadów obejmuje odpowiednio 13 i 20 gatunków, fauna ptaków ok. 150 gatunków, z czego ok. 100 gniazdujących. Wyróżnia się w niej wiele gatunków typowo górskich. Chociaż fauna ssaków tej grupy górskiej jest w porównaniu z przeszłością znacznie zubożona, szczególnie w odniesieniu do większych zwierząt (takich jak np. wilk), grupę tę nadal reprezentuje blisko 50 gatunków: siedem gatunków owadożernych, 19 gatunków nietoperzy, dziesięć gryzoni, dwa zajęczaków, jeden gatunek parzystokopytnych i 11 gatunków drapieżnych.

## Psy
Z tych okolic pochodzi rasa psów pasterskich Cão da serra da estrela.

## Sery
Z gór Serra da Estrela pochodzi ser Queijo Serra da Estrela.

## Gospodarka
Obszar stosunkowo słabo zaludniony, pasterstwo, turystyka. W Serra da Estrêla wydobywa się cynę, tytan i wolfram.

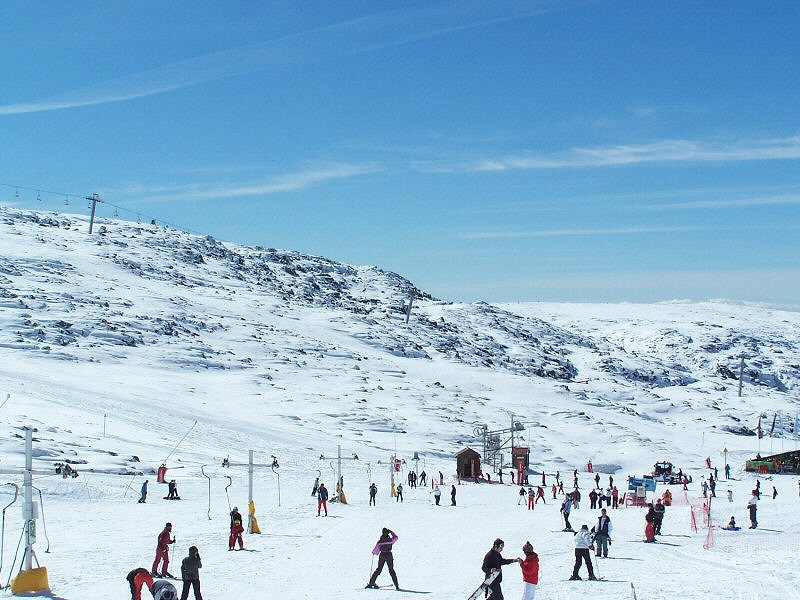
Ośrodek narciarski Vodafone

## Sport
W rejonie najwyższego szczytu znajduje się stacja narciarska Vodafone (Estância de Esqui Vodafone). Są tam 4 wyciągi narciarskie oraz kanapowa kolejka linowa (4-osobowa) oraz 9 tras zjazdowych o całkowitej długości 7,7 km.

## Ochrona przyrody
Najwyższe partie gór Serra da Estrela są od 1976 r. objęte ochroną w Parku Przyrodniczym Serra da Estrela (port. Parque Natural da Serra da Estrela) o powierzchni 888,5 km².